# 2024년 하계 올림픽 세르비아 선수단
2024년 하계 올림픽 세르비아 선수단은 2024년 7월 26일부터 8월 11일까지 프랑스 파리에서 열린 2024년 하계 올림픽에 참가한 올림픽 세르비아 선수단이다.

## 출전 선수
| 종목   | 남자 | 여자 | 전체 |
| ------ | ---- | ---- | ---- |
| 농구   | 16   | 12   | 28   |
| 레슬링 | 5    | 0    | 5    |
| 배구   | 12   | 12   | 24   |
| 복싱   | 1    | 2    | 3    |
| 사이클 | 1    | 1    | 2    |
| 사격   | 2    | 1    | 3    |
| 수구   | 13   | 0    | 13   |
| 수영   | 4    | 1    | 5    |
| 유도   | 3    | 3    | 6    |
| 육상   | 2    | 4    | 6    |
| 조정   | 2    | 1    | 3    |
| 카누   | 4    | 4    | 8    |
| 탁구   | 0    | 1    | 1    |
| 태권도 | 2    | 1    | 3    |
| 테니스 | 2    | 0    | 2    |
| 전체   | 69   | 43   | 112  |

## 메달 집계
| 종목 | 1 | 2 | 3 | 합계 |
| 종목 | ' | ' | ' | '    |
| 종목 | ' | ' | ' | '    |
| 종목 | ' | ' | ' | '    |
| 합계 | ' | ' | ' | '    |

## 종목별 성적

### 농구
남자
여자

### 레슬링
남자
- 마테 네메시
- 스테반 미치치
- 알리 아르살란
- 알렉산드르 코마로브
- 게오르기 티빌로브

### 배구
여자

### 복싱
남자
- 바히드 아바소브

여자
- 나탈리아 샤드리나
- 사라 치르코비치

### 사격
남자
여자

### 사이클
남자
여자

### 수구
남자

### 수영
남자
- 안드레이 바르나
- 벨리미르 스체파노비치

여자
- 아냐 치레바르

### 유도
남자
- 네마냐 마이도브
- 스트라히냐 분치치
- 알렉산다르 쿠콜

여자
- 밀리차 니콜리치
- 밀리차 자비치
- 마리차 페리시치

### 육상
남자
- 엘잔 비비치
- 아르민 시난체비치

여자
- 밀리차 가르다셰비치
- 아드리아나 빌라고시
- 이바나 슈파노비치
- 안겔리나 토피치

### 조정
남자
- 마르틴 마치코비치
- 니콜라이 피메노브

여자
- 요바나 아르시치

### 카누
남자
- 마르코 노바코비치
- 마르코 드라고사블레비치

여자

### 탁구
여자
- 이자벨라 루풀레스쿠

### 태권도
남자
- 레브 코르네브
- 스테판 타코브

여자
- 알렉산드라 페리시치

### 테니스
남자
- 두샨 라요비치
- 노바크 조코비치

## 같이 보기
- 2020년 하계 올림픽